# Bela Hill
Der Bela Hill ist ein 84 m hoher Hügel an der Ingrid-Christensen-Küste des ostantarktischen Prinzessin-Elisabeth-Lands. Er ragt als markante Landmarke in der ansonsten eher strukturlosen Region im Süden der Breidnes-Halbinsel auf.
Das Antarctic Names Committee of Australia benannte ihn 1973 nach Lou Frank Ostril-Bela, leitender Wetterbeobachter auf der Davis-Station im Jahr 1969.